# Jean Leclerc (homme politique, 1958)
Pour les articles homonymes, voir Jean Leclerc et Leclerc.
Jean Leclerc, né le 28 mai 1958 à Québec, est un homme politique et un homme d'affaires québécois.

## Biographie
Après des études secondaires et collégiales au Séminaire de Québec, il entreprend un baccalauréat en administration à l'Université Laval en 1977. Cette même année, il devient adjoint au directeur du marketing chez Biscuits Leclerc, une entreprise agro-alimentaire majeure de la région de Québec que son arrière-grand-père avait fondé en 1905.
Il devient par la suite directeur du marketing puis directeur général de Biscuits Leclerc, jusqu'en 1985. Il est également directeur de l'Association canadienne des manufacturiers de biscuits de 1981 à 1985. En 1985, il est élu député du comté de Taschereau, dans la ville de Québec, pour le Parti libéral du Québec.  Il occupera les postes d'adjoint parlementaire du Ministre de la Main-d'œuvre et de la Sécurité du revenu, puis du ministre de l'Industrie, du Commerce et de la Technologie, et finalement du ministre des Affaires Culturelles.
En 1994, le premier ministre Daniel Johnson le nomme ministre délégué aux Services Gouvernementaux et ministre responsable de la région de Québec.  Il ne se représente pas aux élections qui suivront la même année.
Il retourne donc chez Biscuit Leclerc comme vice-président aux finances.  En 2003, il accède au poste de Président-directeur général du Groupe Leclerc, l'entreprise-mère des biscuits Leclerc.
En 2009, avec son frère Jacques, il vend ses parts de l'entreprise et achète Nutriart, une filiale du groupe qui fabrique des garnitures et du chocolat. Ils achètent l'entreprise ontarienne Laura Secord l'année suivante, pour 20 millions de dollars.
En août 2006, il devient président de l'organisation des festivités pour le 400e anniversaire de Québec en 2008.
Le fonds d’archives Jean Leclerc est conservé au centre d’archives de Québec de la Bibliothèque et Archives nationales du Québec.

## Hommages
Le 17 juin 2009, il a été fait Chevalier de l'Ordre national du Québec.

## Sources
- Jean Leclerc — Assemblée nationale du Québec
- Pierre-André Normandin, « Jean Leclerc nommé président du 400e », Le Soleil,‎ 26 août 2006, p. 4.
- Pierre-André Normandin, « L'homme de la situation, selon Andrée Boucher », Le Soleil,‎ 26 août 2006, p. 5.